# ラブソング (2丁拳銃の曲)
「ラブソング」は、日本のお笑いコンビ、2丁拳銃の4枚目のシングル。2000年3月23日、SMEからリリース。

## 解説
2丁拳銃にとってCDデビュー以来初めて、オリコン週間チャートの100位以内にランクインできなかったシングルである。

## 収録曲
1. ラブソング
（作詞：川谷修士、作曲：源まなぶ、編曲：中山努）
テレビ東京系「JAPAN COUNTDOWN」テーマ・ソング
2. 骨太ロック
（作詞：小堀裕之、作曲：森純太、編曲：中山努）
テレビ大阪「吉本超合金」エンディング・テーマ
3. ラブソング（オリジナル・カラオケ）